# American Basketball Association
De American Basketball Association (ABA) was een Amerikaanse professionele basketbalcompetitie. De competitie bestond van 1967 tot 1976 parallel aan de National Basketball Association (NBA) en bestond de meeste seizoenen uit 11 teams. Op 17 juni 1976 fuseerden de ABA en de NBA, waarbij vier teams van de ABA verdergingen in de NBA: Denver Nuggets, Indiana Pacers, San Antonio Spurs en de New York Nets. Het zorgde ook voor de invoer van de driepunter in de NBA.

## Geschiedenis
De ABA werd opgericht in een periode dat verschillende kleinere onafhankelijke competities werden opgericht maar was wel de meest succesvolle en bracht na de fusie verschillende vernieuwingen naar de NBA. Zo brachten ze in hun laatste jaar als onafhankelijke competitie de Slam Dunk Contest naar de All-star game.

## Kampioenen
| Jaar    | Winnend team      | Eindstand (gewonnen-verloren) | Verliezend team        |
| ------- | ----------------- | ----------------------------- | ---------------------- |
| 1967–68 | Pittsburgh Pipers | 4–3                           | New Orleans Buccaneers |
| 1968–69 | Oakland Oaks      | 4–1                           | Indiana Pacers         |
| 1969–70 | Indiana Pacers    | 4–2                           | Los Angeles Stars      |
| 1970–71 | Utah Stars        | 4–3                           | Kentucky Colonels      |
| 1971–72 | Indiana Pacers    | 4–2                           | New York Nets          |
| 1972–73 | Indiana Pacers    | 4–3                           | Kentucky Colonels      |
| 1973–74 | New York Nets     | 4–1                           | Utah Stars             |
| 1974–75 | Kentucky Colonels | 4–1                           | Indiana Pacers         |
| 1975–76 | New York Nets     | 4–2                           | Denver Nuggets         |

### Aantal ABA-titels
| Team              | Kampioenschappen | Jaren            |
| ----------------- | ---------------- | ---------------- |
| Indiana Pacers    | 3                | 1970, 1972, 1973 |
| New York Nets     | 2                | 1974, 1976       |
| Pittsburgh Pipers | 1                | 1968             |
| Oakland Oaks      | 1                | 1969             |
| Utah Stars        | 1                | 1971             |
| Kentucky Colonels | 1                | 1975             |

## Bekende (voormalige) spelers
| - Rick Barry - Larry Brown - John Clawson - Julius Erving - Dan Issel - Doug Moe - Swen Nater |